# Дурные обычаи
«Дурные обычаи» (исп. malos usos, позднелат. mali usatici) — название ряда обременительных феодальных повинностей в Испании и Южной Франции, существовавших в XIII—XV вв. Наиболее тяжелую форму «Дурные обычаи» приобрели в Каталонии, где на них основывалась система феодальной власти сеньоров над крестьянами.

## Происхождение и содержание «дурных обычаев»
Развитие каталонского феодализма, по-видимому, было очень своеобразным, что не в последнюю очередь определялось особенностями Реконкисты в Каталонии, очень отличной по своему ходу и по своим результатам от этого процесса в Кастилии и других государствах Испании. В судьбах каталонского крестьянства значительную роль сыграла военная колонизация, предпринятая каталонскими феодалами, постепенно оттеснившим арабов к реке Эбро. Однако сказать с уверенностью о причинах возникновения феодальной зависимости в Каталонии очень трудно — этот вопрос социально-экономической истории западноевропейского средневековья остается одним из наименее изученных, особенно в восточноевропейской исторической науке.
Наиболее подробный анализ «дурных обычаев» был предпринят дореволюционным историком Пискорским Владимиром Константиновичем. К «дурным обычаям» относятся:
- ременса — выкуп, который крестьянин должен был платить при переходе к другому сеньору;
- интенсиа — передача сеньору лучшей головы скота наследниками умершего без завещания крестьянина;
- кугусия — право сеньора на часть имущества крестьянина, жена которого была уличена в супружеской измене;
- экзоркия — право сеньора наследовать имущество крестьян, умерших без прямых наследников (обычно выморочным имуществом в первобытном обществе распоряжалась община);
- арсиа — штраф в случае пожара в доме крестьянина;
- фирма де эсполи форсада — взнос, выплачиваемый сеньору при вступлении крестьянина в брак.

Анализируя «дурные обычаи», Пискорский приходит к выводу, что своим происхождением они обязаны стремлением сеньоров усилить экономическую безопасность феода. Так, экзоркия — право сеньора наследовать имущество крестьян, умерших без прямых наследников, — возникла, по-видимому, с целью возмещения убытков сеньора, которые были неизбежны вследствие временного прекращения держания и эксплуатации крестьянского манса. При дальнейшем развитии феодальных отношений, когда потребности феодалов увеличились, а вместе с тем увеличились вымогательства последних по отношению к подвластному населению, экзоркия стала «дурным обычаем». Интенсиа — передача сеньору лучшей головы скота наследниками умершего без завещания крестьянина — являла собой штраф за небрежное отношение к собственному имуществу крестьян, не оставлявших завещания, что приводило к спорам и раздорам среди детей и родственников из-за имущества умершего, а раздоры эти в свою очередь вели к расстройству крестьянского хозяйства и тем самым сокращали доходы феодала. Кугусия — право сеньора на часть имущества крестьянина, жена которого была уличена в супружеской измене, — также имела экономическое происхождение: нарушение супружеской верности могло привести к распаду семьи — основной хозяйственной единицы средневекового общества, вследствие чего сеньор мог опять-таки понести материальные убытки. Пискорский уточняет — феодал забирал часть имущества неверной жены, вторую часть забирал муж изменницы, таким образом средневековое каталонское общество берегло семью. При развитии произвола помещичьей власти, сеньоры часто не очень точно разграничивали имущество жены от имущества мужа и простирали свои права дальше, чем это допускал закон и обычай, что и послужило в дальнейшем к отнесению кугусии к «дурным обычаям». Арсиа — штраф в случае пожара в усадьбе крестьянина, хотя под похожим словом упоминался ещё и обычай, по которому сеньоры заставляли крестьянок кормить грудью своих детей, что, естественно, вызывало протесты. Историки XIX в. спорили о содержании этого термина, но сейчас под ним подразумевают именно штраф за пожар.
Следующим «дурным обычаем» считалась так называемая «фирма де эсполи форсада» — взнос выплачиваемый сеньору при вступлении крестьянина в брак. Этот обычай вызвал больше всего споров. Долгое время исследователи отождествляли его с так называемым «правом первой ночи», что неверно — это два разных обычая. «Фирма де эсполи форсада» — взнос, выплачиваемый сеньору при создании крестьянином семьи. Каждый брак, как раньше, так и теперь, это своего рода имущественная сделка, которая требует юридического оформления, в Средние века — подписи сеньора, человека наделенного политической властью в пределах своего феода, который своей подписью подтверждал получение крестьянином приданого, его размеры и прочие имущественные вопросы. Сам по себе брак мог существовать и без этого оформления, но в таком случае в имущественные иски в курию сеньора не принимались, так как владельческие права супругов ничего не подтверждало. Так называемое «право первой ночи» или похожий обычай, судя по всему, действительно имело место в средневековой Каталонии, именно для этой области Европы имеется документальное подтверждение его существования — упоминания о подобном обычае чрезвычайно редки в средневековых документах, и подтверждаются только в нескольких случаях для Южной Франции и Каталонии. В 1484—1486 гг. в Каталонии происходило жестокое крестьянское восстание, во время которого, ещё до вмешательства короля Фердинанда Католика крестьянами и сеньорами были составлены черновики мирного соглашения. В одной из петиций говорится о требовании крестьян отменить «Фирма де эсполи форсада», в другой — «право первой ночи». «Всякий раз, когда вассал потребует у сеньора подписи грамоты о брачном даре, сеньор должен её подписать, получив за это в свою пользу по два солида с каждого ливра; если же вассал не пожелает подписи сеньора, то сеньор не должен требовать никакой платы за право брачного дара и не обязан подписывать грамот», — гласит первая петиция. В другой петиции требуется отмена практикуемого некоторыми сеньорами обычая первой ночи и церемонии, представляющей символическую замену этого обычая.
Вместе с этим существовал выкуп, распространенный во многих частях Европы, который заключался в получении крестьянином разрешения от своего сеньора на переход в другое поместье за определенную плату. В Каталонии он назывался ременса. Объём понятия ременса был довольно широк, кроме первоначального «выкупа» свободы, оно означает всю совокупность повинностей, которое обязано было нести феодально зависимое население Каталонии в пользу сеньора, вследствие чего ременса становится общим определением крестьян, находящихся в зависимости — их называют «ременсами». «Ременса персонал» заключалась в том, во-первых, что крестьянин не мог переменять местожительства своего и своей семьи, не уплативши раньше выкупа сеньору за себя и семью, в размере, установленном по взаимному соглашению, причем вассал (крестьянин) не имел права продавать недвижимое имущество, которое держал в зависимости от сеньора, а обязан был передать его в распоряжение последнего. Во-вторых, крестьяне не могли вступать в брак за пределами сеньории без разрешения сеньора, причем за такое разрешение мужчины и женщины (не девственницы) обязаны были платить третью часть своего движимого имущества, а девушки — по 2 солида и 8 динариев, если не были наследницами манса (земельного надела) или другого недвижимого имущества, и третью часть движимого имущество, если были наследницами или собственницами этого имущества. Из приведенного определения ременсы видно, что обычай фиксировал размеры выкупа лишь для лиц, вступающих в брак, а для лиц, желающих освободится от власти сеньора для других целей, установление размеров выкупа предоставлялось взаимному соглашению крестьян с их сеньорами. Можно предположить, что при развитии сеньориальной власти размеры эти стали настолько велики, что фактически выкуп для крестьян, желавших освободиться от власти сеньора, был невозможен, отчего и обычай этот подобно пяти другим был отнесен к разряду «дурных». Установление этого обычая, как и рассмотренных выше, объясняется хозяйственными причинами. Крестьянская семья, сидевшая на данном земельном участке, представляла собою одно хозяйственное целое, каждый из её членов представлял известную рабочую силу, оставление манса кем-нибудь из них уменьшало рабочую энергию данного хозяйства, и, следовательно, влекло известный ущерб для сеньора, который и требовал за это соответствующий выкуп. Плата была выше для лиц, пользовавшихся хозяйственной самостоятельностью, лица, не имевшие таковой, но которые имели возможность расширение крестьянской семьи платили уже меньше (фиксированный выкуп, о чём говорится выше) и девушки, не имевшие имущества и не имевшие возможности выйти замуж в родном поместье уплачивали символическую плату. Даже в случае, если сеньор не хотел отпускать её и принимать плату — в день венчания она могла положить на церковный алтарь эти самые два солида в присутствии свидетелей, и в силу этого факта получала свободу.

## Отмена «дурных обычаев»
В результате ряда крестьянских восстаний, вспыхнувших в Каталонии в 1462 и 1484 гг., король Фердинанд Католик издал в монастыре Гуадалупе (Эстремадура) акт, отменявший «дурные обычаи» в Каталонии. «Гуадалупская сентенция» за денежный выкуп в 60 солидов с манса отменила большинство «дурных обычаев» и объявила феодально зависимых крестьян (ременсов) свободными. Гуадалупская сентенция отменила уголовную юрисдикцию сеньоров, сделав это прерогативой королевской власти. Крестьянам было предоставлено право покидать сеньорию и уносить с собой своё движимое имущество. Однако крестьянское требование свободы без выкупа не было выполнено, а ряд феодальных платежей, связанных с пользованием землей сеньора сохранился. Крестьянские волнения продолжались, и в 1492 г. король обнародовал «Достоверное толкование» Гуадалупской сентенции, дополнявшее и разъяснявшее некоторые её положения. Вместе с этим Гуадалупская сентенция подтверждала требование крестьянской петиции по отмене права первой ночи и прочих устаревших традиций. Пережитки «дурных обычаев» сохранялись в каталонской деревне в течение многих столетий. В Каталонии и нынче существует народный праздник «Рогоносца», напоминающий про обычаи феодальных времен.